# Chasmodes bosquianus
Chasmodes bosquianus es una especie de pez de la familia Blenniidae en el orden de los Perciformes.

## Morfología
Los machos pueden llegar alcanzar los 15 cm de longitud total.

## Reproducción
Es ovíparo.

## Depredadores
Es depredado por Morone saxatilis ,Pomatomus saltator y Cynoscion regalis .

## Hábitat
Es un pez de mar y de clima subtropical  que vive hasta los 30 m de profundidad.

## Distribución geográfica
Se encuentra desde Nueva York hasta la costa oriental de Florida.